# Тило Кульмский
Тило Кульмский (нем. Tilo von Kulm) — прусский священник XIV века, автор поэмы о «Семи печатях» (Von siben Ingesigeln), написанной на средневерхненемецком языке, которую он закончил 8 мая 1331 года и посвятил великому магистру Тевтонского ордена Лютеру Брауншвейгскому.

## Биография
О жизни Тило Кульмского имеется очень мало сведений. В 1352 г. он упоминается как каноник Tylo von dem Colmen (Тило из Кульма), а в 1352 г. и 1353 г. встречается как frater Tylo de Culmine, canonicus ecclesie Sambiensis (брат Тило из Кульма, каноник Самбийской церкви).
В колофоне рукописи Тило сам себя называет magister, что указывает на наличие у него степени. Арно Ментцель-Рёйтерс полагает, что поскольку Пражский университет был открыт только в 1348 г., то получить степени Тило мог либо во Франции, либо в Италии, что в целом было довольно распространённой практикой для Пруссии.

## Рукописи и издания
Поэма сохранилась только в двух рукописях. Оригинальный манускрипт хранился до 1945 г. в Кёнигсберге, теперь же он храниться в университетской библиотеке в Торуне (Signatur: rps 6/I). Вторая рукопись — Данцигская (StB Danzig Ms.Mar. F. 250, IV, 205r-274r), хранится в Гданьской библиотеке Польской академии наук.
Поэме предшествуют два коротких латинских стиха, которые, очевидно, также написаны Тило. Издатель предположил, что Тило собственноручно подправил рукопись.
В 1907 г. текст был издан Карлом Кохендорффером (Karl Kochendörffer).

## Поэма
Поэма написана в стилистическом подражании Генриху фон Хеслеру, основывается на латинском Libellus septem sigillorum, и повествует в аллегорическом стиле о печатях Апокалипсиса.
Под семью печатями автор понимает различные этапы искупления. Первый — это принятие человеческого образа Христом, второй — его вера, третий — его страсти, четвёртый — его воскресение, пятый — его вознесение, шестой — нисшествие святого духа, седьмой — Страшный суд. Причём работе предшествует пространное введение, которое рассказывает о грехопадении первых людей и решении Бога изгнать их. Бросается в глаза созвучие вступления с предисловием к поэтическому парафразу книги Хиоба, что ставит вопрос о связи последней работы с поэмой «О семи печатях».